# Лохани
Лоха́ни — деревня в Павловском районе Нижегородской области. Входит в состав Варежского сельсовета.

## История
В писцовых книгах 1628-29 годов деревня впервые упоминается как записанная за бояриным Иваном Никитичем Романовым, в ней было 9 дворов крестьянских.
В конце XIX — начале XX века деревня входила в состав Варежской волости Муромского уезда Владимирской губернии, с 1926 года — в составе Арефинской волости. В 1859 году в деревне числилось 44 дворов, в 1905 году — 51 дворов, в 1926 году — 83 дворов.
С 1929 года деревня являлась центром Лоханского сельсовета Павловского района Горьковского края, с 1931 года — в составе Варежского сельсовета, с 1936 года — в составе Горьковской области.

## Население
| 1859 | 1905 | 1926 | 2002 | 2010 |
| ---- | ---- | ---- | ---- | ---- |
| 329  | ↘324 | ↗371 | ↘179 | ↘160 |